# Ricardo Clark
Ricardo Anthony Clark (Atlanta, 10 februari 1983) is een Amerikaans betaald voetballer van Caraïbische afkomst die doorgaans op het middenveld speelt. Hij verruilde Houston Dynamo in februari 2018 voor Columbus Crew. Clark debuteerde in oktober 2005 als international in het Amerikaanse voetbalelftal.
Clark nam met het Amerikaans voetbalelftal deel aan de Copa América 2007 en de FIFA Confederations Cup 2009. Bondscoach Bob Bradley nam hem vervolgens ook mee naar het WK 2010, waar hij de eerste wedstrijd tegen Engeland (1-1) in het basisteam begon.
Clark is de zoon van een Amerikaanse moeder en een vader die geboren werd in Trinidad en Tobago.

## Cluboverzicht
| Seizoen   | Club                 | Competitie               | Wedstrijden | Doelpunten |
| --------- | -------------------- | ------------------------ | ----------- | ---------- |
| 2003–'04  | NY/NJ MetroStars     | Major League Soccer      | 54          | 4          |
| 2005      | San Jose Earthquakes | Major League Soccer      | 30          | 3          |
| 2006–'09  | Houston Dynamo       | Major League Soccer      | 97          | 7          |
| 2009–'12  | Eintracht Frankfurt  | Bundesliga/2. Bundesliga | 15          | 0          |
| 2012      | → Stabæk Fotball     | Tippeligaen              | 12          | 0          |
| 2012–2018 | Houston Dynamo       | Major League Soccer      | 167         | 22         |
| 2018–     | Columbus Crew        | Major League Soccer      | 18          | 1          |